# Ximena Herrera
Ximena Herrera, all'anagrafe Carla Ximena Herrera Bowles (La Paz, 5 ottobre 1979), è un'attrice e modella messicana, nota per le sue interpretazioni da coprotagonista nel film Siete años de matrimonio e nelle serie televisive El señor de los cielos, Mujeres de negro e come protagonista di Buscando a Frida.

## Filmografia parziale

### Cinema
- Siete años de matrimonio, diretto da Joel Núñez Arocha (2013)

### Televisione (parziale)
- Las tontas no van al cielo (2008)
- Infames (2012)
- El señor de los cielos – serial TV, 164 episodi (2013-2014)
- Hasta el fin del mundo (2015)
- Mujeres de negro (2016)
- Buscando a Frida (2021)
- Mi camino es amarte (2022-2023)

## Riconoscimenti
- Premi TVyNovelas
  - 2012 – candidatura al premio Best Co-star Actress
- Premios Tu Mundo
  - 2013 – candidatura al premio Favorite Lead Actress e The Perfect Couple (con Rafael Amaya)